# 日耳曼人

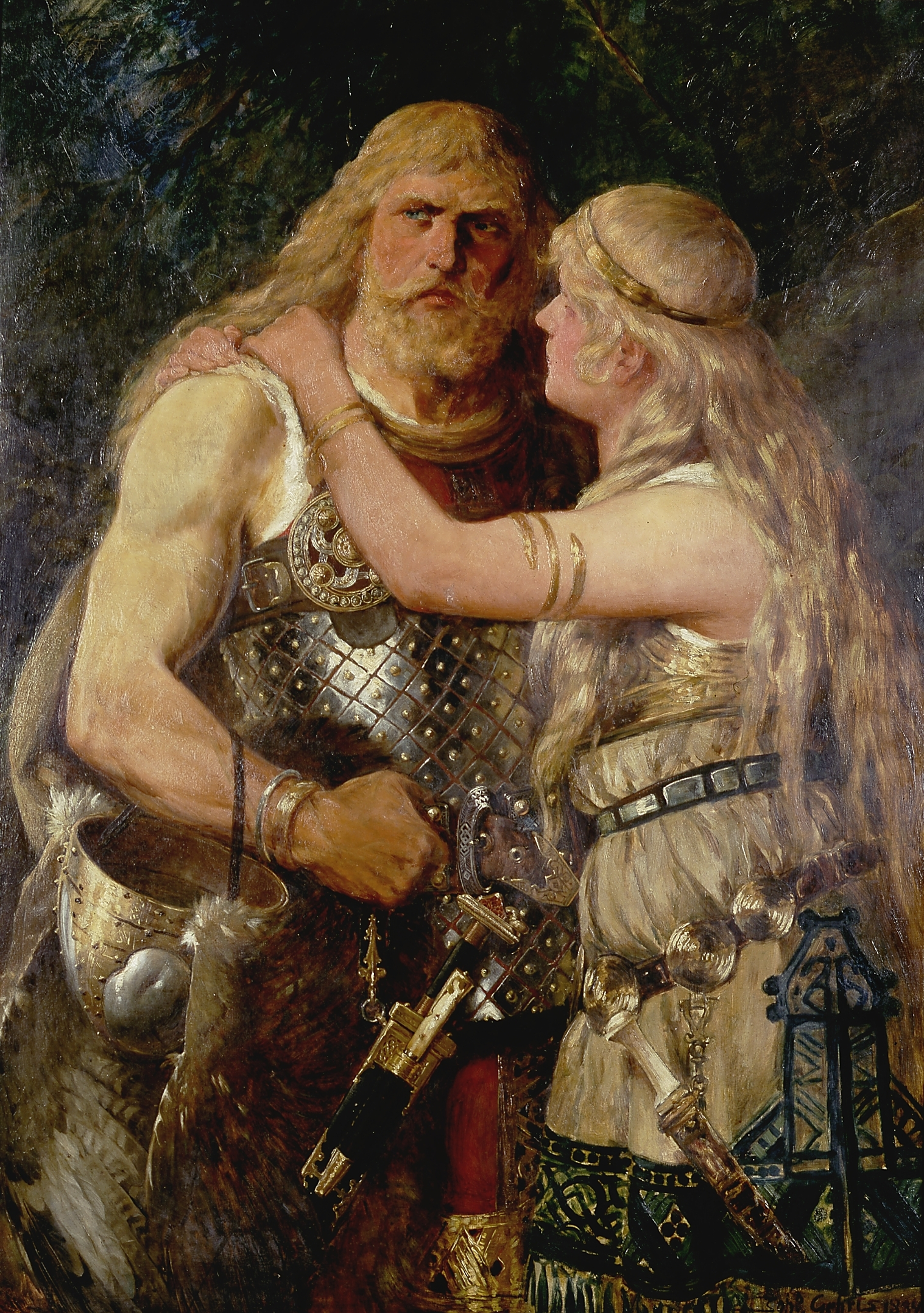
德国威廉时期表现日耳曼战士的画作（1884年）

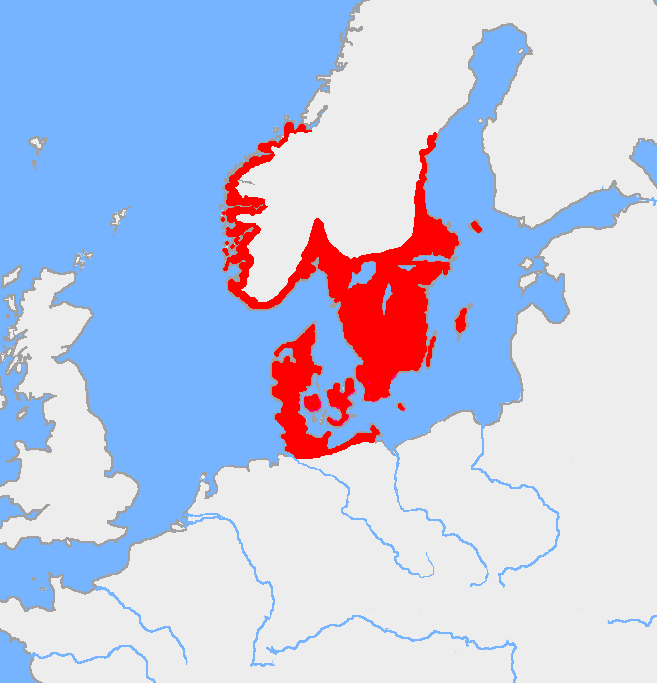
日耳曼民族的原始居住地，大约公元前1200年左右时開始出現北欧青铜器文化，這些青銅器中的紋樣、製作工藝已經有鮮明的日耳曼特徵

日耳曼人（英語：Germanic peoples）指的是史前時代至中世紀早期，發源於北歐的斯堪的納維亞半島與德國北部，母語屬於印歐語系日耳曼語族的族群。他們是羅馬帝國時代，位於帝國北方一群蠻族的集合，在羅馬帝國衰落後，侵略羅馬帝國境內建國，建立了包含法蘭克王國等一系列國度，他們建立的國家後來衍化成了現在的德國、丹麥和奧地利等國家。
現代日耳曼人的後裔，即使用日耳曼語族語言的族群，包含了德意志人、英格蘭人、荷蘭人、丹麥人、瑞典人、挪威人等。

## 概述
自19世紀以來，他們傳統上被定義為使用古代和中世紀早期的日耳曼語，因此至少大致等同於使用該類語言之族群，儘管不同的學科對什麼使某人或某物成為“日耳曼語”有各自之定義。罗马人將屬於中北部歐洲的地區命名為日耳曼尼亞，該地區在維斯瓦河和萊茵河之間從東向西延伸，從南斯堪的納維亞半島向南延伸至多瑙河上游。在討論羅馬時期時，日耳曼人有時被稱為日耳曼人或古日耳曼人，儘管許多學者認為第二個術語有問題，因為它暗示與現代日耳曼人的身份。 “日耳曼民族”這一概念本身已成為當代學者爭論的話題。一些學者呼籲完全放棄它作為一種現代結構，因為將“日耳曼民族”混為一談意味著一種共同的群體身份，而這種身份幾乎沒有證據。其他學者為該用語的繼續使用辯護，並主張一種通用的日耳曼語允許人們談論“日耳曼民族”，而不管這些古代和中世紀族群是否認為自己具有共同的身份。
學者們普遍認為，可以指代公元前500年以後使用日耳曼語之族群。考古學家通常將早期日耳曼人與前羅馬鐵器時代的 Jastorf 文化聯繫起來，這種文化在公元前6世紀到公元前1世紀在丹麥（斯堪的納維亞南部）和德國北部發現，理論上大約與第一次日耳曼語輔音轉換（參看格林定律）之時期相距不遠；自今屬德國北部和斯堪的納維亞半島南部之间的地區，日耳曼人向南、東和西擴散，與凱爾特人、伊朗人、波羅的人和斯拉夫人發生互動。 公元前1世紀，羅馬作家首次描述了萊茵河附近的日耳曼民族，當時羅馬帝國正在該地區建立統治地位。在奧古斯都皇帝統治下，羅馬人試圖征服日耳曼尼亞的大片地區，但在公元9年條頓堡森林戰役中大敗後，羅馬人撤退了。羅馬人繼續通過干涉政治來嚴密控制日耳曼邊境，他們建造了防禦工事邊界日耳曼長城。從公元166年到180年，羅馬捲入了與日耳曼馬爾科曼尼人、誇迪人和許多其他民族的衝突，稱為馬爾科曼尼戰爭。戰爭重新整理了日耳曼人的疆界，此後，新的日耳曼民族首次出現在歷史記錄中，如法蘭克人、哥特人、撒克遜人和阿勒曼尼人。 在民族大遷徙時期，各種日耳曼民族進入羅馬帝國並最終控制了它的部分地區，並在西羅馬統治崩潰後建立了自己的獨立王國。日耳曼诸部落中最強大的是法蘭克人，他們征服了許多其他日耳曼人，最終，法蘭克國王查理曼大帝在800年為自己贏得了神聖羅馬帝國皇帝的稱號。
考古發現表明，羅馬時代的資料经常將日耳曼人的生活方式描繪得比實際情況更原始。相反，考古學家揭示了日耳曼尼亞複雜社會和經濟的證據。日耳曼語民族最初有著相似的宗教習俗。 它們以日耳曼異教一詞表示，在日耳曼語民族佔領的整個領土上各不相同。 在古典時代晚期，大多數大陸日耳曼人和不列顛的盎格魯-撒克遜人皈依了基督教，但撒克遜人和斯堪的納維亞人皈依基督教的時間很晚。 日耳曼民族使用大約一世紀或更早的本土文字，盧恩字母，逐漸被拉丁字母取代，儘管此後盧恩字母繼續用於占卜、装饰等特殊用途。
傳統上，日耳曼民族被視為擁有以Feud和Weregild概念為主的法律。 仍然通常被稱為“日耳曼法”的確切細節、性質和起源現在是有爭議的。 羅馬消息來源指出，日耳曼人民在民眾集會中做出決定，但他們也有國王和戰爭領袖。 古代日耳曼民族可能有共同的詩歌傳統，Alliterative verse，後來的日耳曼民族也有起源於民族大遷徙時期的傳說。
在1400年代，學者塔西佗所著之Germania的出版極大地影響了“日耳曼民族”的新興觀念。 後來的浪漫主義時期的學者，如格林兄弟，發展了幾種關於日耳曼民族本質的理論。他們深受浪漫民族主義的影響。 對於那些學者來說，“日耳曼語”和現代“德語”是相同的。 關於早期德國人的思想在民族主義和種族主義運動，以及後來的納粹運動中也俱有很大的影響力，並受到影響和吸收，這在 20 世紀下半葉導致了對早期學術的許多方面的強烈反對。
雖然根據英文單詞的表面理解，只有說德語（German）的德國人才能稱之為日耳曼人，但實際上日耳曼人的發源地位於德國和北歐交界處。在基因上，沒有被其他民族過多的混血，而且在語言、文字和神話中保留了最多古日耳曼特徵的是北歐的斯堪的納維亞人，即丹麥人、挪威人和瑞典人這三個國家，他們的共同生理特徵是金髮碧眼、高壯皮白，符合一般人對西方人的刻板印象。在民族認同上，最認為自己是古日耳曼繼承者的是德意志人，直至今日他們也依然用“日耳曼人”自稱。而德國人又和德意志人不同，德國人是排除了奧地利人、瑞士人、盧森堡人和荷蘭人之後所剩下來的那一批德意志人，因為德國這個國家是到19世紀中期才統一的，未能被包含在現代德國版圖之內的德意志人就不能算作是德國人。

## 来源

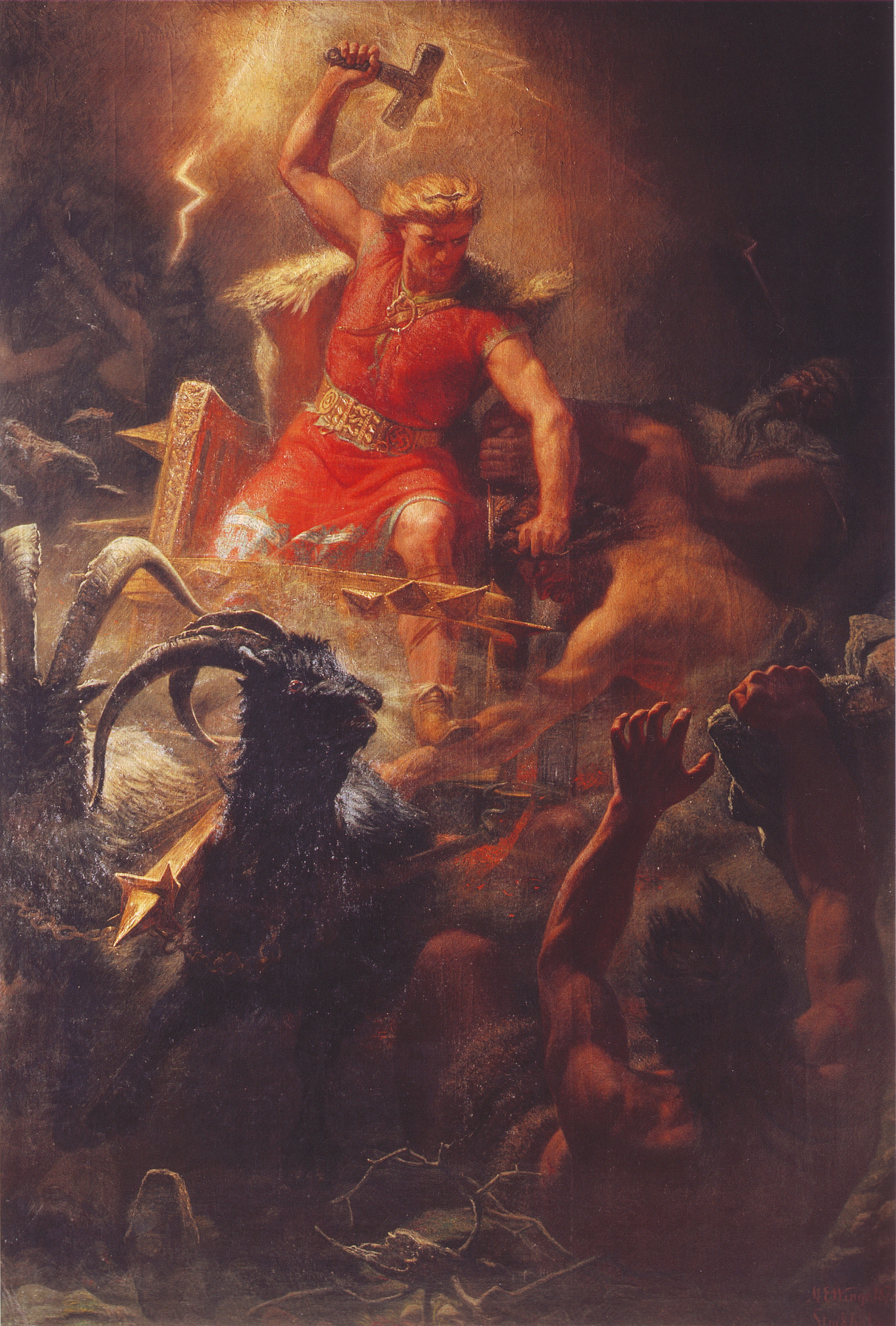
索爾，日耳曼人的雷神。他的鎚便是雷電。由Mårten Eskil Winge繪畫，大約於1872年繪成。

## 历史

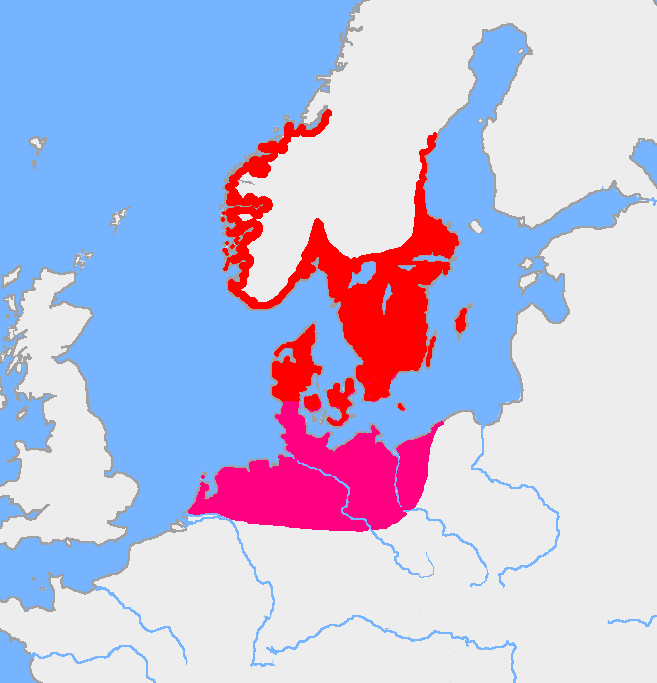
约公元前500年—公元前50年，被认为与原始日耳曼语使用者相关的前罗马铁器文化分布区，在斯堪的纳维亚以南，以洋红色标示的部份为亚斯多夫文化分布区

最早的关于日耳曼人的紀錄来自他们与希腊人和罗马人的接触。
约前330年希腊旅行家皮西亚斯从马赛出发报道了北海地区和在那里生活的民族。约前200年东日耳曼人中的巴斯塔奈人进入今天的罗马尼亚东部并与马其顿和巴尔干半岛上的其它民族发生战争。

### 辛布里人和条顿人的长征
约前120年辛布里人和条顿人南移，其原因今天没有完全能够考证。当时的历史资料说日德兰半岛上发生一次大风暴，因此那里的居民离开他们的家乡。今天更多的人怀疑是气候变化造成的饥荒是迁移的原因。
约前113年他们遇到罗马人。在两个民族的交战中罗马人几乎全军覆没。日耳曼人将一场突然来到的暴风雨当作他们气候神的警告，因此中止作战。
前109年、前107年和前105年罗马人一再与这两支日耳曼人作战，但每次都战败。一直到这两个民族分裂后，罗马人才在馬略指揮下，于前102年战胜条顿人，前101年战胜辛布里人。

### 阿里奥维斯图斯和凯撒
辛布里人和条顿人向凯尔特人居住的德国中部山区的突破沉重地打击了凯尔特人在德国中南部的力量，使得后来其它日耳曼人（比如斯维比人）得以在今天的黑森州和美因河流域定居。在首领阿里奥维斯图斯的领导下他们甚至闯入高卢，但在那里被凯撒于前58年击败被迫退回莱茵河东。
前1世纪凯撒占领高卢使得日耳曼人成为罗马人的直接邻居。这个接触始终不和平。凯撒于前55年和前53年渡莱茵河对日耳曼人进行惩罚性进攻。但凯撒将莱茵河看作日耳曼人和罗马人的边界。

### 奥古斯都向易北河的进发
但此后莱茵河边境依然不和平。罗马皇帝奥古斯都决定将驻扎在高卢的士兵迁移到莱茵河。但莱茵河边境依然不稳定。
奥古斯都因此改变他的策略。从前12年到前9年他的养子尼祿·克勞狄·德魯蘇斯多次对日耳曼人进攻。他征服多个日耳曼部族。但这些部族不是真的投降罗马帝国。前8年德魯蘇斯在撤退时从马上摔落负伤死亡。他的兄弟提庇留从前8年开始恢复德魯蘇斯的进攻。4年他征服至此为止一直反抗罗马的切鲁西人。为继续向易北河进发，罗马人在莱茵河东建立一系列城市。今天德国黑森州的一些城市的名字来自于拉丁文。
6年罗马人企图从美茵茨出发，进攻位于今天波希米亚的一个王国。但这个行动因为在潘诺尼亚爆发动乱半途而废。虽然如此，罗马人依然将到易北河的日耳曼地区看作他们的一个省。

### 条顿堡森林战役
日耳曼人的抵抗似乎被消灭后，普布利乌斯·昆克蒂利乌斯·瓦卢斯受命在被占地区引入罗马的法律和收税。他在那里同时是省长和莱茵河军团的最高指挥官。瓦卢斯在此前在叙利亚就已经获得了一个残暴贪婪的名声。他的统治很快就激起了日耳曼人的反抗。他下令严惩反对罗马的人，而他引入的税在日耳曼人眼里非常不公平。对日耳曼人来说，只有奴隶才交税。
在这种情况下切鲁西贵族阿尔米纽斯得以团结多个日耳曼人部落。阿尔米纽斯本人拥有罗马公民权甚至是罗马骑士。他利用瓦卢斯对他的信任而将瓦卢斯引入一个圈套。在条顿堡森林战役中罗马丧失了三个军团（约25000士兵）。这样罗马向东发展的计划就在9年结束了。到民族大迁徙为止日耳曼人受罗马的影响甚小。

### 条顿堡森林战役后罗马和日耳曼的关系

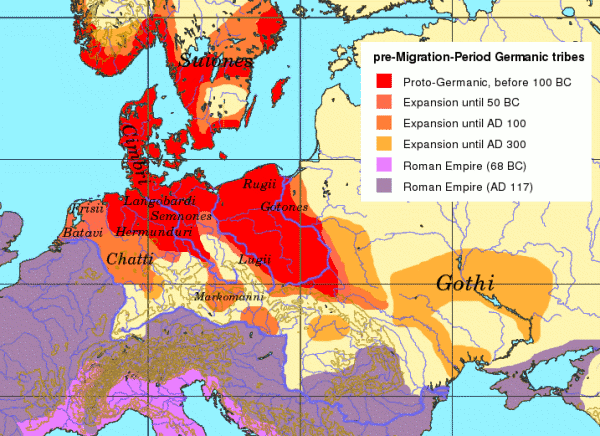
原始日耳曼语时代（公元前100年以前）日耳曼部落的分布以及不同历史阶段的扩张图（公元前50年，公元100年，公元300年），紫色部份是罗马帝国分别在公元前68年和公元117年的疆域。

14年和16年在日耳曼尼庫斯·尤利烏斯·凱撒的领导下，罗马军队再次渡莱茵河进入日耳曼人地区。历史学家对这两次远征的性质还争议不清。因此它们是罗马的扩张政策的继续还是惩罚性进攻不明。
但此后日耳曼人与罗马人的战争依然不断。29年罗马军队平息一场至此为止比较亲罗马的弗里斯兰人的暴乱。69年为扑灭巴它瓦人的暴乱，罗马不得不从西班牙和不列颠调兵。
83年罗马皇帝多米提安决定将罗马在莱茵河和多瑙河的边界向北移。在莱茵河以西和多瑙河以北罗马建立一条很长的界墙来保护罗马和日耳曼之间的边界。同时莱茵河地区被分为上日耳曼尼亚省和下日耳曼尼亚省两个省。
1995年后的研究认为上日耳曼界墙不是在83年/85年在多米提安统治时建立的，而是98年后在图拉真统治时建立的。100多年来的研究在上日耳曼界墙没有发现任何98年以前的文物（比如界碑、刻印或可用来确定时间的木头）。而且这道界墙更适合图拉真时期的军事需要。多米提安时期这个需要不是这么明确。
122年在哈德良统治下，罗马人将内卡河和多瑙河之间的界墙再次向北移20到40千米。最后一次罗马将它的边境向日耳曼地区移动是在159年在安托尼努斯·比乌斯统治时进行的。

### 马克曼战争
2世纪在日耳曼地区发生了两个重要的变化：首先过去分裂的日耳曼部落联合为大部落，其次日耳曼人越来越多地对罗马边界进行袭击。
167年馬科曼尼人、誇迪人、伦巴第人、汪达尔人和其它部落进入潘诺尼亚省导致馬科曼尼战争（167年至180年）。马尔库斯·奥勒里乌斯领导了四次军事行动征服了入侵的日耳曼人。当时罗马可能有建立两个新的省的计划。但180年马尔库斯·奥勒里乌斯死后，他的儿子科莫德斯恢复了过去的防卫性战略。他与日耳曼人修和。
许多历史学家将马克曼战争看作是民族大迁徙的前奏。其原因是哥特人向黑海和汪达尔人向多瑙河的迁徙所造成的罗马边境上的人口的变迁。这些日耳曼民族迁徙的原因今天还无法断证，有可能是饥荒造成的。

## 日耳曼部落
在北德和斯堪的纳维亚生活的日耳曼人的部落大约可以分为北日耳曼人、西日耳曼人和东日耳曼人。

### 北日耳曼人
北日耳曼人是斯堪的纳维亚的日耳曼人如諾斯人。他们后来演化为丹麦人、瑞典人、挪威人和冰岛人。考古学家将北日耳曼人又分东西两股。

### 西日耳曼人
西日耳曼人包括：
- 易北河日耳曼人如斯维比人，后来演进为士瓦本人、马科曼尼人/马克曼人和夸迪人/夸地人，最终成为巴伐利亚人。
- 北海日耳曼人如巴塔维人、弗里斯兰人/弗里斯人（前兩者為低地日耳曼荷蘭人、比利時人、盧森堡人之祖先）、考肯人、萨克森人/撒克遜人、盎格鲁人、朱特人等，后来形成盎格魯-撒克遜人/英格蘭人。
- 莱茵河-威悉河日耳曼人如切鲁西人、卡狄[16]人（为黑森人的祖先）、法蘭克人（為德意志人、法蘭西人之祖先）等。

### 东日耳曼人
在东日耳曼人中有波罗的海的哥特人、汪达尔人和勃艮第人等。考古学家将他们细分为四个组。由于匈人从亚洲进入以及斯拉夫人从东欧涌入，讓这些人受到非常大的压力，他们被迫向西和向南迁徙，这使他们与当地人之间产生了很多冲突。

## 经济
日耳曼人大多数是定居的农民，很少游猎。经济自给自足，手工业有铁工、陶瓦工、木工。原始印欧语言形成的时候車轮就已经被发明了，在日耳曼语言中「轮」有两个词。日耳曼人没有货币。他们之间的贸易以货物交换为主。最重要的財產是牲畜。今天英语中的fee（费用）与德语中的Vieh（牲畜）是同一个词根。
最主要的牲畜有牛、绵羊、猪、山羊和马。养蜂业和织布业也有。日耳曼人还知道如何制造奶酪，对奶酪他们有一个自己的词。
约1世纪左右日耳曼人接触到犁，但其普及率很低。最重要的粮食是大麦。日耳曼人會利用休耕来让田地恢复它们的生产力。此外他们还會使用肥料。粮食主要作成粥，一直到中世纪为止只有富人才能买得起面包。
因为纬度较高，光热不足，日耳曼地區的平地多為冰碛平原，土壤比较贫瘠，日耳曼地区的生产力比南方的罗马低得多。塔西佗写道：“他们有很多牲畜，但大多数都不怎么样。就算牛也不像羅馬的牛那么高大，即使它们的角也很小。”日耳曼地区经常发生饥荒，许多人营养不良。他们的平均寿命比较低。历史学家估计这是他们迁徙的主要原因。

## 神话
与古希腊神话，羅馬神话并列为欧洲三大神话
在凯撒时代，日耳曼人的神主要是日神，月神，火神等。

## 日常生活
凯撒时代，日耳曼人穿着很少，常常只是一片兽皮，男男女女在河中同浴。饮食上绝大部分是乳制品和肉类，他们对农业并没投入太多精力，每年土地重新分配。
日耳曼人的居民点相当小。通过对他们的墓地的考察考古学家可以推测出他们的居民点一般约有200个居民。这些居民点没有系统的计划：假如有一个日耳曼人在一个地方定居后就会有其他人搬过来。直到今天在德国和其它日耳曼文化区依然可以看到这样由多个小村聚集在一起而组成的村落。
通过考古发掘考古学家知道，日耳曼人的房子是木房子，由于木头现在都早已腐烂了，只有通过它们在地基上留下的支柱的洞来考察它们的建筑方式。最常见的日耳曼住房是长方形的。人畜同住一个房中，只有一堵墙隔离他们。住房内没有其它墙。在它的当中有一个燃火点。屋上的一个洞用来排烟。日耳曼人的房屋没有窗。

## 艺术

### 文字
日耳曼人很晚才有文字。唯一的一部日耳曼语言的长的作品是乌斐拉在4世纪编辑的一部《圣经》。由於哥特人没有自己的文字，乌斐拉使用希腊文、拉丁文和盧恩字母制造了一组自己的文字。
2世纪开始出现的盧恩字母主要用来作为魔术符号。长的用盧恩字母书写的文章很少。一般它们只被用来标志贵重的物件。

## 事实和传说

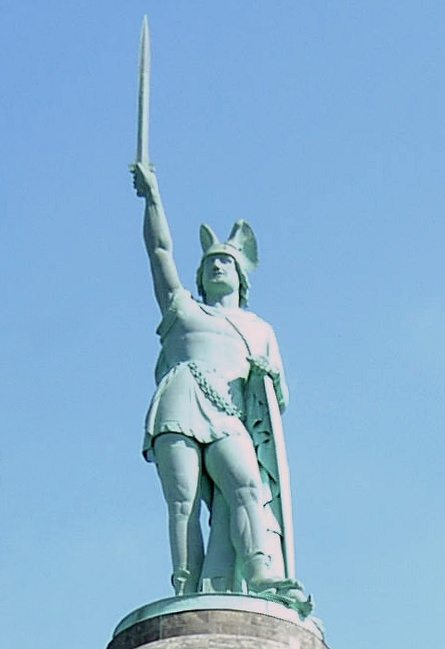
條頓堡森林中的日耳曼人塑像

19世纪和20世纪前半叶在德语地区日耳曼人往往被描绘为“超人”，这个形象的主要缘由是塔西佗、凯撒等的描写。在他们的作品中他们将日耳曼人描写为金发碧眼的巨人，他们拥有超人的力气。
通过对遗留下来的骨骼和在沼泽地裡保存下来的尸体的研究证明日耳曼人的确比罗马人高，此外他们的确有相当大的体力，大多数日耳曼人的确有金发。一般来说日耳曼人比罗马人高出一头。对保存得非常好的沼泽尸体的研究证实了塔西佗的一个怀疑：日耳曼人的耐久力比较低，在长时间的作战中他们很快就没有力气了。
古代作家共同报道说日耳曼人酗酒非常厉害。最主要的酒类是蜂蜜酒和啤酒。日耳曼人在重要的节日往往庆宴。他们相信他们的神也喜欢酒。塔西佗报道说：“这是一种由大麦或小麦酿造的饮料，它们与葡萄酒有一定的类似性……”关于他们的酗酒他写道：“只要给他们足够的酒，那么用酒来战胜他们比用武器来战胜他们更容易。”

## 建国
民族大迁徙时日耳曼人在高卢、意大利、西班牙和不列颠建立了许多短促的王国。一些日耳曼人甚至一直迁徙到非洲北部（汪达爾人）。这些王国都是一二百年的政权。在他们新的家乡他们与过去的当地人混合。所建诸国：英格兰王国、法兰克王国、东哥德王国、西哥德王国、勃艮第王国、伦巴底王国、汪达尔王国。

## 军事
罗马人在战争中与日耳曼人频繁接触，日耳曼人的攻城方式是：先围住目标，然后用石块从四面八方向城墙上投掷，直到把城墙上的守军赶走，再搭起盾墙，逐渐逼近城墙，靠近后开始挖掘墙角，完成攻城。